# 이지선 (미스코리아)
이지선(1983년 5월 18일~)은 대한민국의 미스코리아 출신 패션 디자이너이다.

## 주요 경력
2007년 미스코리아 진(眞)이다. 이듬해인 2008년, 미스 유니버스에 출전하였으나 입상하지는 못하였다.

## 학력
- 진선여자고등학교 졸업
- 파슨스 디자인 스쿨 패션 디자인(학사)

## 방송
- 2008년: 온스타일 《이지선의 더 크라운》
- 2009년: 온스타일 《뉴욕 패션 위크》

## 홍보대사
- 2007년 서울특별시 중구 행복더하기 홍보대사
- 2008년 2012년 세계 박람회 명예홍보대사
- 2009년 세계 무역 센터 평화홍보대사

## 수상
- 2007년 미스코리아 서울 진(眞)
- 2007년 미스코리아 진(眞) & 포토제닉상